# 波因塞特县 (阿肯色州)
波因塞特县（英語：Poinsett County）是位于美国阿肯色州东北部的一个县，面积1,977平方公里，县治哈里斯堡。根据2000年美国人口普查，共有人口25,614。
波因塞特县成立于1838年2月28日，县名源自美国战争部长乔尔·罗伯茨·波因塞特。